# Valéria Lobão
Valéria Tadeu dos Reis Lobão (Rio de Janeiro, 16 de setembro de 1964) é uma cantora brasileira. É casada com o músico Carlos Fuchs.

## Carreira
Foi na década de 1990 que Valéria começou sua carreira artística. Passou a integrar o grupo vocal Equale, em 1992, formado por 16 cantores e dirigido por André Protásio, com o qual lançou os discos: Expresso Gil (1999) e Um Gosto de Sol (2004).
Fez sua estreia solo no álbum Chamada em 2011, pelo selo Tenda da Raposa e produzido por Carlos Fuchs.
Lançou em 2015 o CD Noel Rosa, Preto e Branco, reunindo canções raras e alguns clássicos do cantor e compositor carioca Noel Rosa.
O CD duplo de voz e piano, indicado ao Grammy Latino 2015, contou com a participação de 22 pianistas, dentre eles André Mehmari, João Donato, Gilson Peranzzetta, Duo Gisbranco, Itamar Assiere, Marcelo Caldi e Cristovão Bastos.